# 西南海栖菌属
西南海栖菌属（学名：Seonamhaeicola）是黄杆菌科的一属细菌。

## 下属物种
本属包括以下物种：
- 居藻西南海栖菌 Seonamhaeicola algicola Zhou et al., 2016
- 押海岛西南海栖菌 Seonamhaeicola aphaedonensis Park et al., 2014
- 近海西南海栖菌 Seonamhaeicola maritimus Cao et al., 2020 [2]
- 沉积物西南海栖菌 Seonamhaeicola sediminis Zhang et al. 2022[3]